# 息波礁
息波礁位于南沙群岛东南部，南海礁以东约3海里，是一座暗礁，常与东南面的安渡滩混淆。1947年中华民国内政部方域司审定公布和1983年中华人民共和国中国地名委员会授权公布的标准名称均为“息波礁”。有外文文籍稱「Ardasier Breaker」。